# Содомора Андрій Олександрович
Андрі́й Олекса́ндрович Содомо́ра (нар. 1 грудня 1937, Вирів) — український перекладач, письменник, науковець.

## Життєпис
Народився 1 грудня 1937 року в с. Вирів Кам'янко-Бузького району Львівської області. Закінчив Львівський університет. Кандидат філологічних наук, професор (2008), професор кафедри класичної філології Львівського національного університету імені Івана Франка.
Автор перекладів з давньогрецької творів Менандра, Арістофана, Софокла, Есхіла, Евріпіда; з латинської творів Горація, Овідія, Лукреція, Сенеки, римських елегійних поетів; прозових творів «Жива античність», «Наодинці зі словом», «Під чужою тінню», «Сивий вітер», «Лініями долі», «Студії одного вірша»; поетичної збірки «Наодинці зі Львовом».
Член Національної спілки письменників України, дійсний член Наукового товариства імені Шевченка. Лауреат Премії імені Максима Рильського, Літературної премії імені Григорія Кочура (2010), літературної Нагороди Антоновичів та обласної премії імені Михайла Возняка. Почесний громадянин міста Львова (2012). Кавалер ордена «За заслуги» III ступеня.

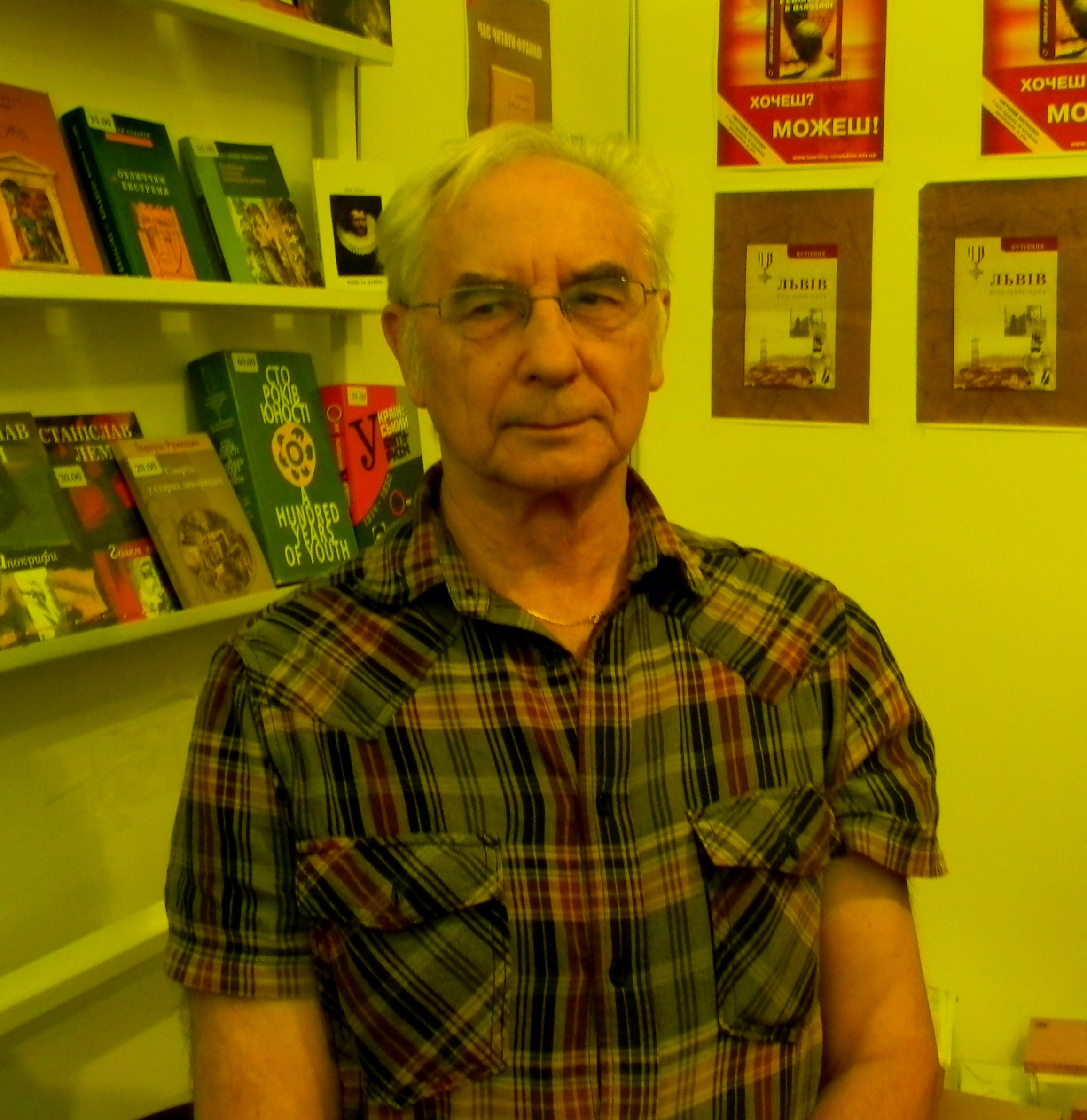
Андрій Содомора на 18 форумі видавців у Львові, 16.09.2011 р.

## Твори
- «Жива античність». — К.: Молодь, 1983. — 227 с.
- «Наодинці зі словом». — Львів: Літопис, 1999. — 480 с.
- «Під чужою тінню». — Львів: Літопис, 2000. — 336 с.
- «Сивий вітер». — Львів: Літопис, 2002. — 270 с.
- «Лініями долі». — Львів: Літопис, 2003. — 376 с.
- «Наодинці зі Львовом: поетичні проходи». — Львів: Літопис, 2005. — 207 с.
- «Студії одного вірша». — Львів: Літопис, ВЦ ЛНУ ім. І. Франка, 2006. — 364 с.
- «Пригорща хвилин: образки, мініатюри, катрени». — Львів: Срібне слово, 2007. — 160 с.
- «Anno Domini. Року Божого: латинські написи Львова». — Львів: Піраміда, 2008. — 288 с.
- «Сльози речей: новели, образки, медитації». — Львів: Піраміда, 2010. — 170 с.
- «Від слова до серця, від серця — до слова». — Львів: Літопис, 2012. — 52 с.
- «Батькова рука. Земна й духовна ниви отця Олександра Содомори» / Зібрав і зредагував Андрій Содомора. — Львів: Видавництво Національного університету «Львівська політехніка», 2014. — 300 с.
- «Шевченків садок і Франкове поле». — Львів: Апріорі, 2015. — 104 с.
- «Афористичні етюди». — Львів: Апріорі, 2015. — 360 с.
- «Історія одного перекладу, або Моя перша книжка». — Львів: Літопис, 2017. — 292 с. — ISBN 966-8853-68-5
- «Поезія». — Львів: Каменяр, 2017. — 35 с.
- «Усміх речей: етюди, образки, новели, есеї». — Львів: Піраміда, 2017. — 170 с.
- «Бесіди п(р)одумки». — Львів: Видавництво старого лева, 2018. — 160 с. ISBN 978-617-679-641-1
- «З-під долоні». — Львів: Апріорі, 2019. — 120 с.
- «Скельця розмальовані: для читання в родинному колі». — Львів: Апріорі, 2019. — 104 с.
- «Байка про сільську й міську миші». — Львів: Апріорі, 2020. — 31 ст.
- «Пригоди в княжому Звенигороді». — Львів: Галицька видавнича спілка, 2020. — 20 с.
- «Про що писати…». — Львів: Видавництво «Апріорі», 2021. — 151 с.
- «Пам'ять речей: роздуми, есеї, образки». — Львів: ЛА «Піраміда», 2022. — 144 с.
- «Серед рядків і давніх, і нових». — Львів: Літопис, 2023. — 88 с.
- «Ще раз про любов до свого: „Збручеві бесіди“». — Львів: Літопис, 2023. — 124 с.
- «Недопитий келих: Античність і вино». — Львів: ЛА «Піраміда», 2025. — 120 с.

## Переклади
- Менандр. Відлюдник: комедія: [пер. із старогрец.] / Менандр. — Львів: Вид-во Львів. ун-ту, 1962. — 97 с.
- Горацій. Твори / Пер. з латин. А. Содомора. — К.: Дніпро, 1982 (перевидання: видавництво «Апріорі»: 2021).
- Овідій Публій Назон. Метаморфози / Пер. з латин. А. О. Содомора; Інститут літератури ім. Т. Г. Шевченка НАН України. — К.: Дніпро, 1985. — 304 с. (перевидання: видавництво «Апріорі»: 2023)
- Тіт Лукрецій Кар. Про природу речей / Пер. з латин. А. Содомора. — К.: Дніпро, 1988. — 192 с.(перевидання: видавництво «Апріорі»: 2024)
- Софокл. Трагедії / Переклад давньогрецької А. Содомори та Бориса Тена. — К.: Дніпро, 1989. — 303 с.
- Есхіл. Трагедії / Переклади з давньогрецької А. Содомори та Бориса Тена. — К.: Дніпро, 1990. — 320 с.
- Евріпід. Трагедії / Переклади з давньогрецької А. Содомори та Бориса Тена. — К.: Основи, 1993. — 448 с. (розширене перевидання: видавництво «Апріорі»: 2023)
- Сенека, Луцій Анней. Моральні листи до Луцілія / Пер. з латин. А. Содомора. — К.: Основи, 1996. — 603 с.
- Боецій, Северин. Розрада від філософії / Пер. з латин. А. Содомора. — К.: Основи, 2002. — 146 с.
- Овідій Публій Назон. Метаморфози / Пер. з латин. А. О. Содомора; Інститут літератури ім. Т. Г. Шевченка НАН України. — Х.: Фоліо, 2008. — 380 c. (Перевидання)
- Дистихи Катона / Пер. з латин. А. Содомора. — К.: Грані-Т, 2009. — 320 с.
- Петер-Нечесаха / Пер. А. Содомора. — : Грані-Т, 2010. — 42 с.
- Галл, Тібулл, Проперцій, Овідій. Римська елегія / Пер. з латин. А. Содомора. — Львів: Літопис, 2009. — 578 с.
- Верґілій. Буколіки. Георгіки. Малі поеми / Пер. з латин. А. Содомора. — Львів: Літопис, 2011. — 404 с.
- Вілланова, Арнольд де. Салернський кодекс здоров'я / Пер. з латин. Андрій Содомора. — Л.: Медицина і право, 2011. — 64 с.
- Теогнід. Елегії вигнанця / пер. з давньогрец. А. Содомора. — Львів: ЛА «Піраміда», 2012. — 109 с.
- Сапфо. Пісні з Лесбосу / Пер. з давньогрецької, передмова, коментарі Андрія Содомори. — Львів: ЛА «Піраміда», 2012. — 140 с.
- Алкей. Пісні застольні і повстанські / Пер. з давньогрецької, передмова, коментарі Андрія Содомори. — Львів: ЛА «Піраміда», 2012. — 140 с.
- Сто загадок Симфосія. Переклад з латинської, коментарі-есеї Андрія Содомори. — Л.: Срібне слово, 2013.
- Архілох. Хліб на списі. Фраґменти віршів / Пер. з давньогрецької, передмова і примітки Андрія Содомори. — Львів: ЛА «Піраміда», 2013. — 152 с.
- Луцій Анней Сенека. Діалоги. переклад А. Содомори. — Львів: Апріорі, 2016. — 320 с.
- Грецька епіграма в перекладах Андрія Содомори. — Львів: Апріорі, 2017. — 240 с.
- Гесіод. Походження богів. Роботи і дні. Щит Геракла / пер. з давньогрецької А. Содомори. — Львів: Апріорі, 2018. — 136 с.
- Подорож у східні краї / В. Рубрук, де; пер. з латин. А. Содомора. — Львів: Апріорі, 2018. — 240 с. — ISBN 617-629-452-8.

## Нагороди
- 2017 — «Глодоський скарб»[3]
- 2019 — Премія міста літератури ЮНЕСКО
- Премія «Книга року BBC-2021» за книгу «Про що писати…»[4].